# Didyctium
Didyctium is een geslacht van vliesvleugelige insecten van de familie Figitidae.

## Soorten
- D. advena (Belizin, 1968)
- D. brunnea (Belizin, 1973)
- D. nigriclava (Kieffer, 1904)
- D. semiclausa (Kieffer, 1904)